# 溪魨
溪魨，又名為黃金娃娃，為輻鰭魚綱魨形目四齒魨亞目四齒魨科的其中一種，為熱帶淡水魚，分布於亞洲印度、孟加拉、斯里蘭卡、緬甸、湄公河三角洲、婆羅洲淡水及半鹹水流域，體長可達17公分，成魚出現在緩慢移動的河、河口與洄水區的上游，偏愛暗又邊緣的區域，捕食軟體動物、甲殼類與其他的無脊椎動物以及維管束植物與碎屑，生活習性不明，肌肉組織與內臟毒性很強，可作為觀賞魚。

## 扩展阅读
維基物種上的相關：溪魨